# Minerve (Hérault)
Pour les articles homonymes, voir Minerve.
Minerve, Menèrba en occitan, est une commune française située dans le sud-ouest du département de l'Hérault, en région Occitanie.
Exposée à un climat méditerranéen, elle est drainée par la Cesse, le Briant et par divers autres petits cours d'eau. Incluse dans le parc naturel régional du Haut-Languedoc, la commune possède un patrimoine naturel remarquable : deux sites Natura 2000 (les « causses du Minervois » et le « Minervois ») et quatre zones naturelles d'intérêt écologique, faunistique et floristique.
Minerve est une commune rurale qui compte 96 habitants en 2022, après avoir connu un pic de population de 403 habitants en 1851. Ses habitants sont appelés les Minervois et Minervoises.
Capitale historique du pays minervois, cette petite commune accueille chaque année plus de 300 000 visiteurs. Trouvant dans le tourisme et la production de vins de qualité les deux piliers de son activité, Minerve a été inscrite à la liste des Plus beaux villages de France. L'extraordinaire environnement naturel (gorges de la Cesse et du Brian, pont naturel, causse) de la commune lui vaut l'essentiel de son attrait touristique, partagé avec sa tragique histoire : le premier bûcher de la Croisade des Albigeois.
Minerve est à 10 km d'Olonzac, 28 km de Saint-Pons-de-Thomières, 32 km de Narbonne et 46 km de Béziers.

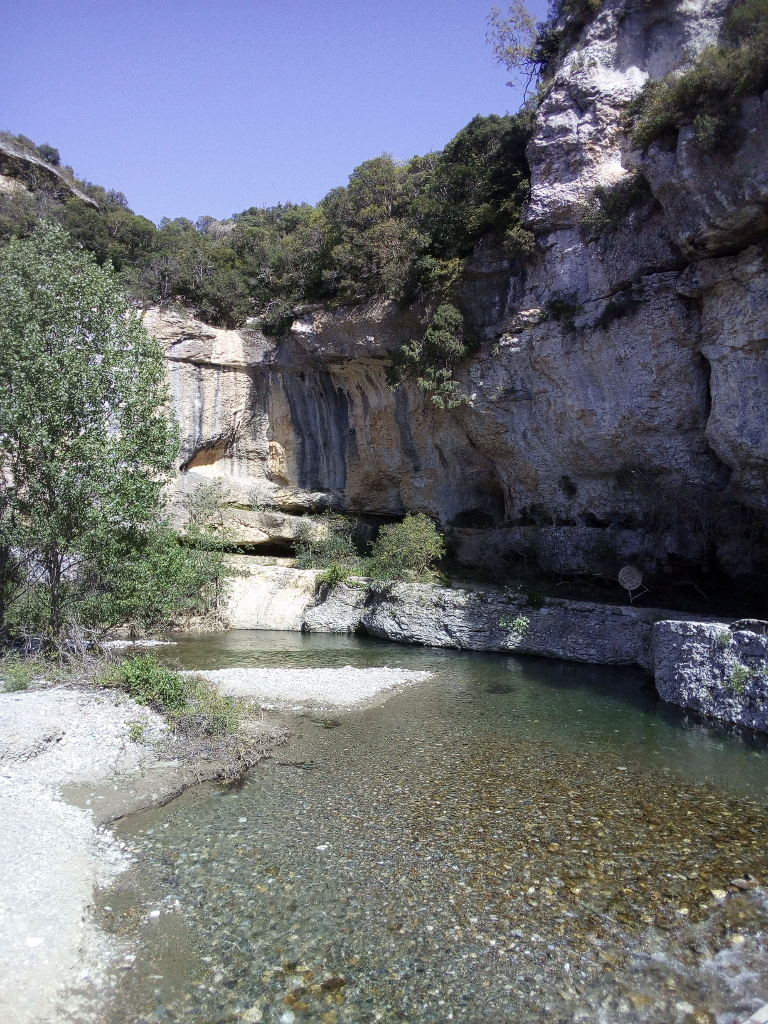
La Cesse au pied de Minerve, avril 2018.

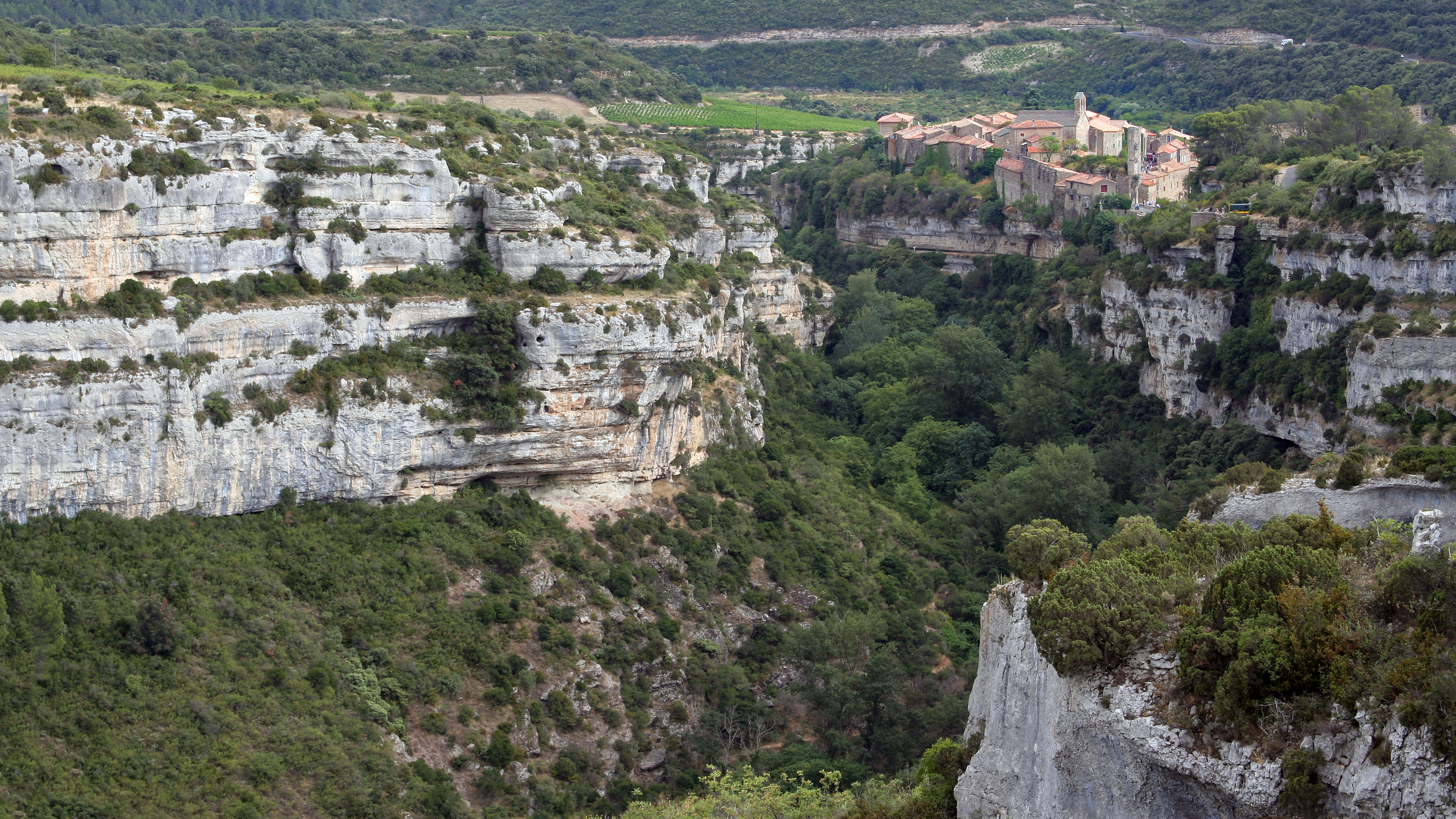
Les gorges du Brian.

## Toponymie
Le nom de la localité est attesté sous la forme [pagus] Minerb[ensis] en 843, Menerba en 873.
Il s'agit du nom de la déesse Minerve comme l'indiquent les formes anciennes, le [v] étant passé à [b] en occitan. Homonymie avec Ménerbes (Vaucluse, Menerba en 1081).
La forme actuelle Minerve résulte d'une réfection savante francisée de la forme occitane Menèrba (*Menèrva prononcée Menèrbo).

## Géographie

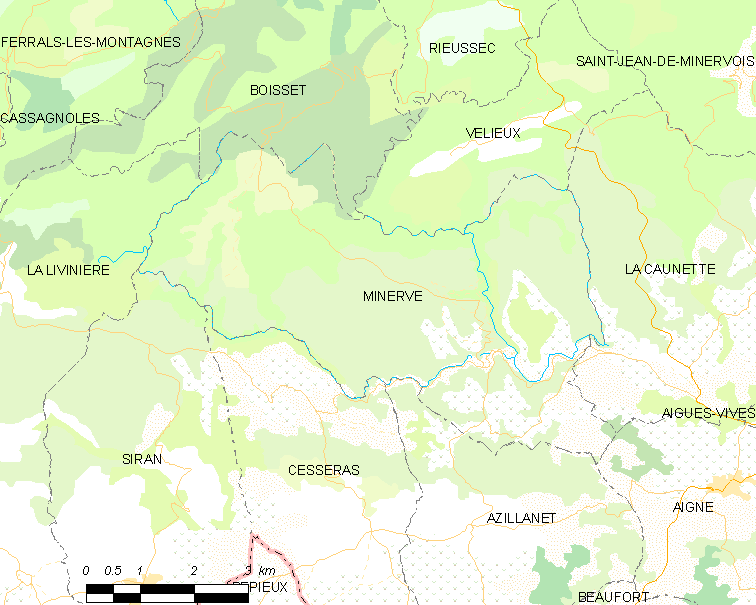
Carte

Minerve est un petit village perché sur un éperon rocheux, véritable oppidum naturel formé par les canyons des deux rivières qui convergent à cet endroit : la Cesse et son affluent le Brian. Deux tunnels naturels, le « Pont Grand » de 228 m de long et d'une hauteur variant de 6 m à 28 m (à l'entrée), et le « Pont Petit », situé en amont de la Cesse, de 126 m de long et d'une hauteur moyenne de 15 m, sont parmi les plus beaux sites géologiques de l'Hérault.

### Communes limitrophes
Les communes limitrophes sont Aigne, Azillanet, Boisset, La Caunette, Cesseras, La Livinière, Siran et Vélieux.
| La Livinière | Boisset             | Vélieux     |
| La Livinière | Minerve             | La Caunette |
| Siran        | Cesseras, Azillanet | Aigne       |

### Climat
Pour des articles plus généraux, voir Climat de l'Occitanie et Climat de l'Hérault.
En 2010, le climat de la commune est de type climat méditerranéen franc, selon une étude s'appuyant sur une série de données couvrant la période 1971-2000. En 2020, Météo-France publie une typologie des climats de la France métropolitaine dans laquelle la commune est exposée à un climat méditerranéen et est dans la région climatique Provence, Languedoc-Roussillon, caractérisée par une pluviométrie faible en été, un très bon ensoleillement (2 600 h/an), un été chaud (21,5 °C), un air très sec en été, sec en toutes saisons, des vents forts (fréquence de 40 à 50 % de vents > 5 m/s) et peu de brouillards.
Pour la période 1971-2000, la température annuelle moyenne est de 14 °C, avec une amplitude thermique annuelle de 15,9 °C. Le cumul annuel moyen de précipitations est de 874 mm, avec 9 jours de précipitations en janvier et 3,5 jours en juillet. Pour la période 1991-2020, la température moyenne annuelle observée sur la station météorologique la plus proche, située sur la commune de Saint-Jean-de-Minervois à 8 km à vol d'oiseau, est de 15,1 °C et le cumul annuel moyen de précipitations est de 751,8 mm,. Pour l'avenir, les paramètres climatiques de la commune estimés pour 2050 selon différents scénarios d'émission de gaz à effet de serre sont consultables sur un site dédié publié par Météo-France en novembre 2022.

### Milieux naturels et biodiversité

#### Espaces protégés
La protection réglementaire est le mode d’intervention le plus fort pour préserver des espaces naturels remarquables et leur biodiversité associée,.
Un espace protégé est présent sur la commune :
le parc naturel régional du Haut-Languedoc, créé en 1973 et d'une superficie de 307 184 ha, qui s'étend sur 118 communes et deux départements. Implanté de part et d’autre de la ligne de partage des eaux entre Océan Atlantique et mer Méditerranée, ce territoire est un véritable balcon dominant les plaines viticoles du Languedoc et les étendues céréalières du Lauragais,.

#### Réseau Natura 2000

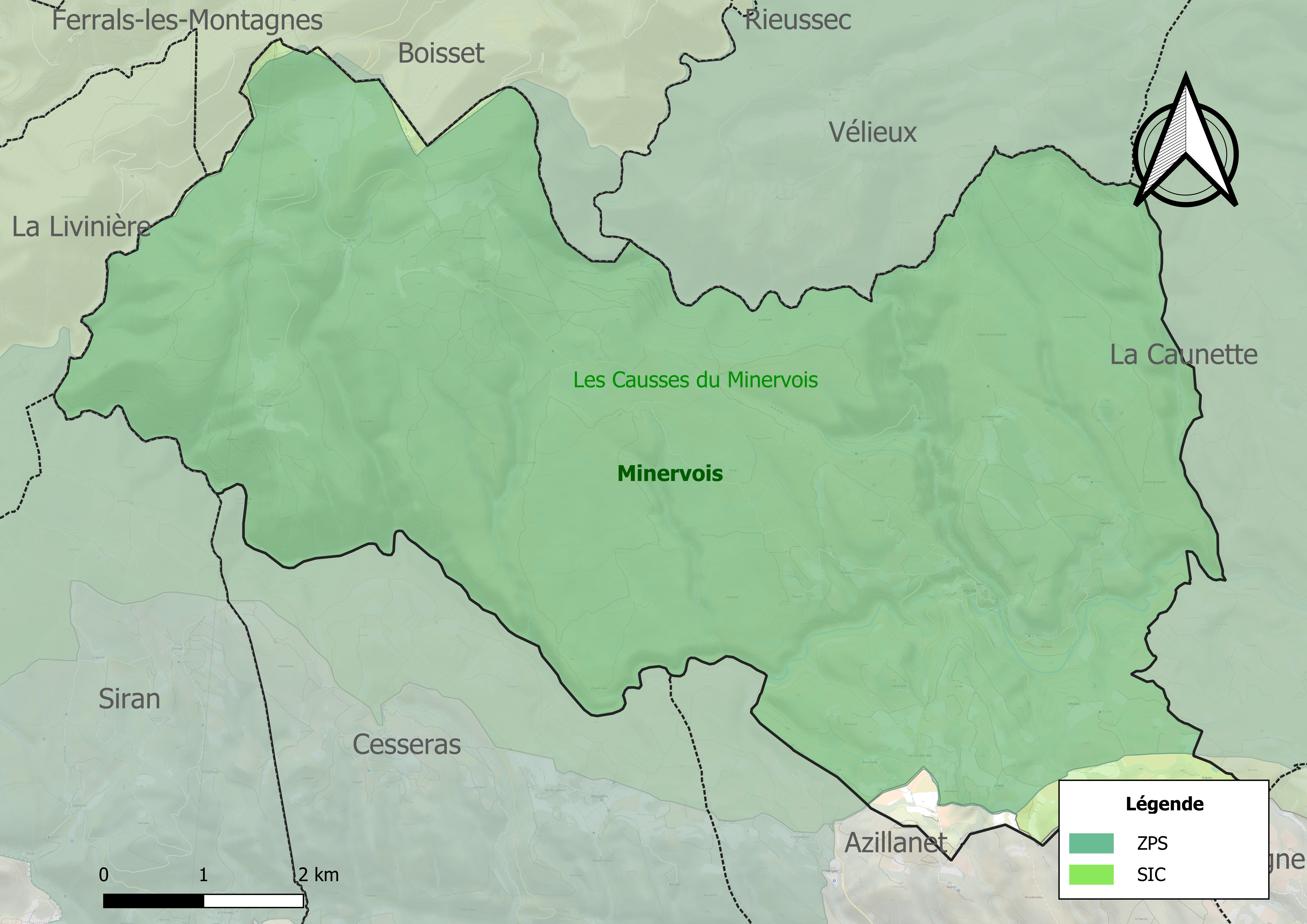
Site Natura 2000 sur le territoire communal.

Le réseau Natura 2000 est un réseau écologique européen de sites naturels d'intérêt écologique élaboré à partir des directives habitats et oiseaux, constitué de zones spéciales de conservation (ZSC) et de zones de protection spéciale (ZPS).
Un site Natura 2000 a été défini sur la commune au titre de la directive habitats :
- « les causses du Minervois », d'une superficie de 21 805 ha, importants pour la conservation des gîtes et zones de chasse des chauves-souris cavernicoles que sont le Rhinolophe euryale, le Minioptère de Schreibers et le Murin de Capaccini[19]

et un au titre de la directive oiseaux :
- le « Minervois », d'une superficie de 24 820 ha, retenu pour la conservation de rapaces de l'annexe I de la directive oiseaux, en particulier l'Aigle de Bonelli et l'Aigle royal. Mais le Busard cendré, le Circaète Jean-le-Blanc et le Grand-Duc sont également des espèces à enjeu pour ce territoire[20].

#### Zones naturelles d'intérêt écologique, faunistique et floristique
L’inventaire des zones naturelles d'intérêt écologique, faunistique et floristique (ZNIEFF) a pour objectif de réaliser une couverture des zones les plus intéressantes sur le plan écologique, essentiellement dans la perspective d’améliorer la connaissance du patrimoine naturel national et de fournir aux différents décideurs un outil d’aide à la prise en compte de l’environnement dans l’aménagement du territoire.
Trois ZNIEFF de type 1 sont recensées sur la commune :
- le « causse de la Courounelle » (96 ha)[22] ;
- les « gorges de la Cesse » (977 ha), couvrant 5 communes du département[23],
- les « gorges du Briant » (482 ha), couvrant 3 communes du département[24] ;

et une ZNIEFF de type 2, :
le « Haut Minervois » (21 605 ha), couvrant 26 communes dont cinq dans l'Aude et 21 dans l'Hérault.

Carte des ZNIEFF de type 1 et 2 à Minerve.
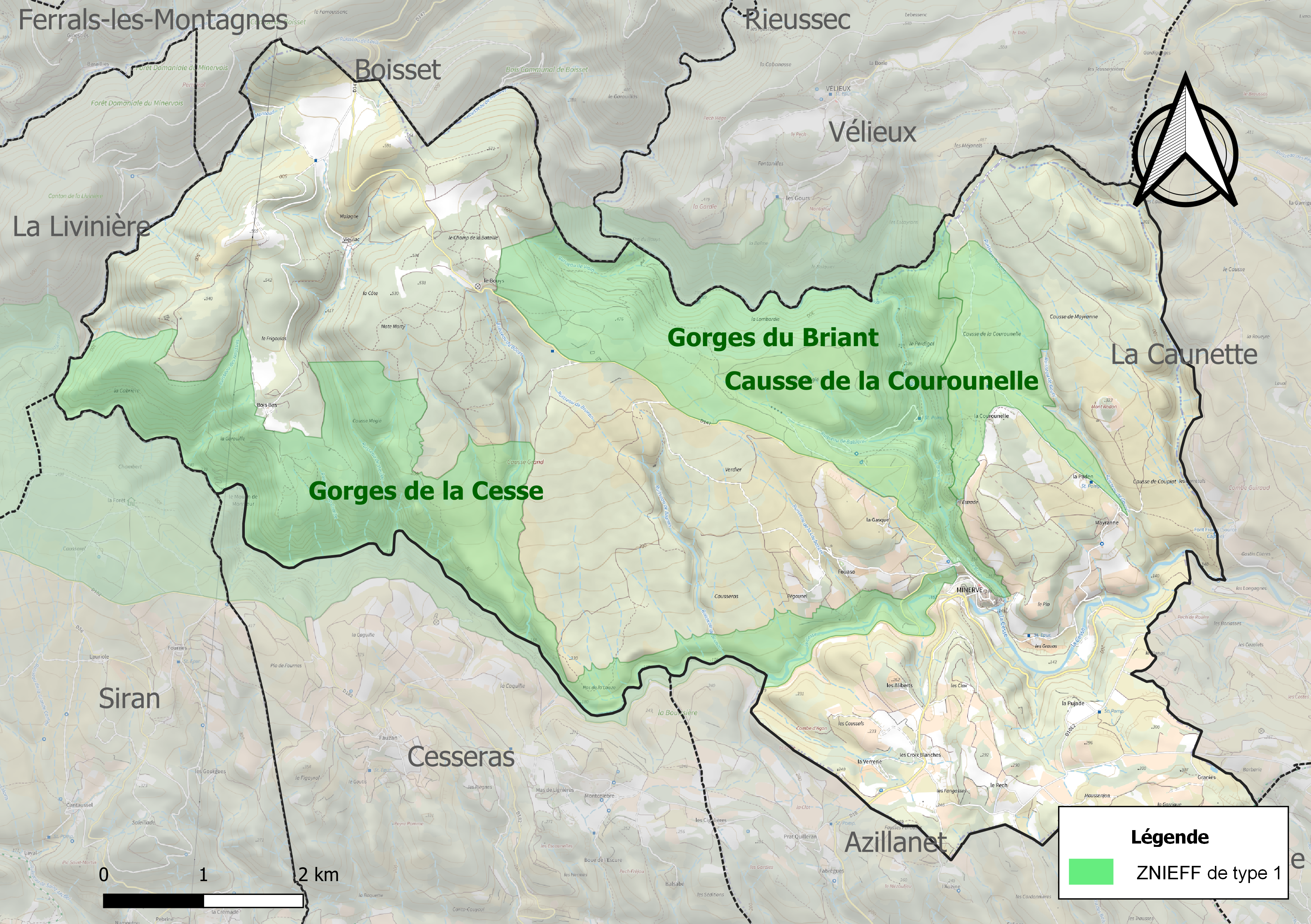
Carte des ZNIEFF de type 1 sur la commune.
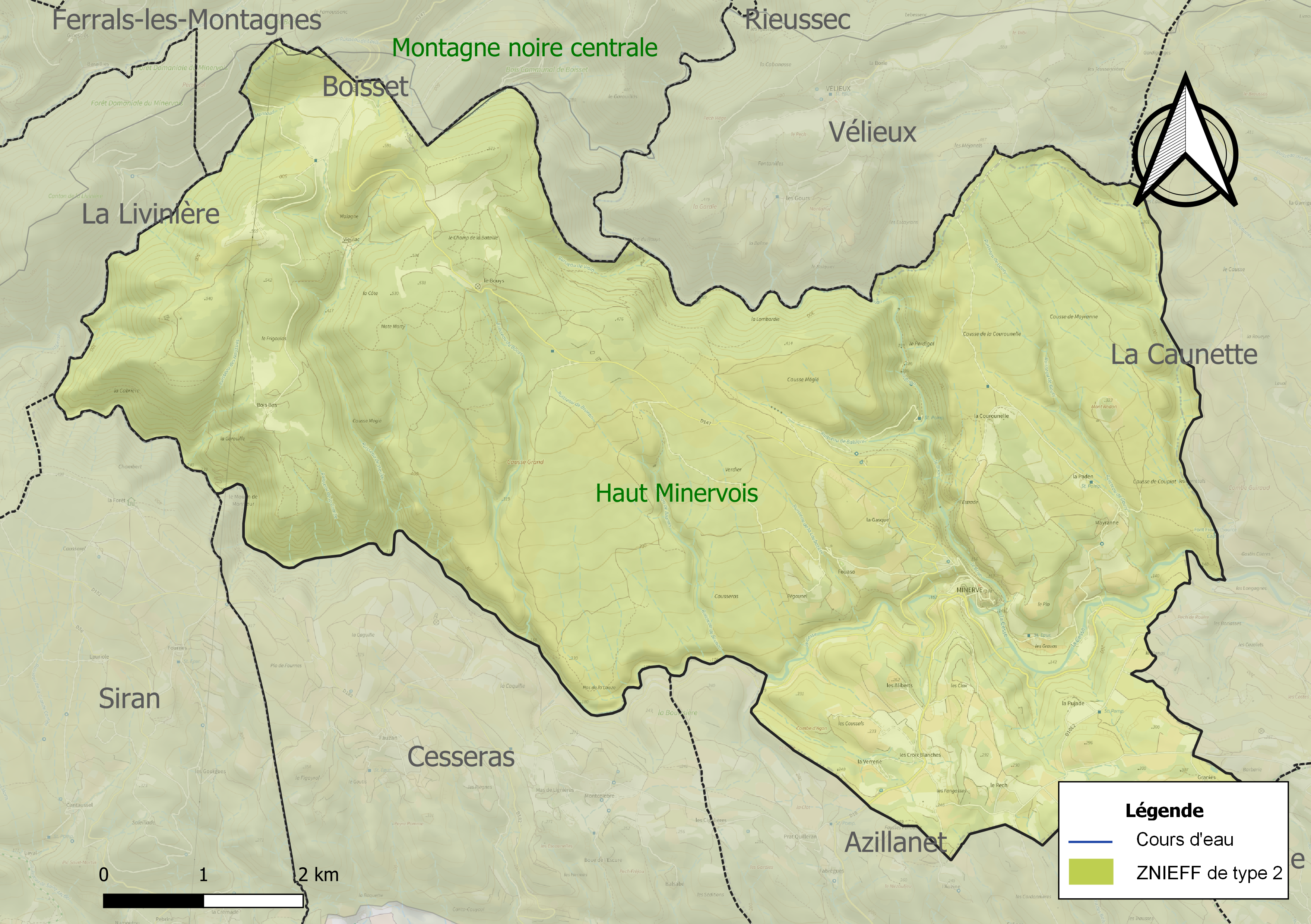
Carte de la ZNIEFF de type 2 sur la commune.

## Urbanisme

### Typologie
Au 1er janvier 2024, Minerve est catégorisée commune rurale à habitat très dispersé, selon la nouvelle grille communale de densité à sept niveaux définie par l'Insee en 2022.
Elle est située hors unité urbaine et hors attraction des villes,.

### Occupation des sols
L'occupation des sols de la commune, telle qu'elle ressort de la base de données européenne d’occupation biophysique des sols Corine Land Cover (CLC), est marquée par l'importance des forêts et milieux semi-naturels (84,1 % en 2018), une proportion sensiblement équivalente à celle de 1990 (84,2 %). La répartition détaillée en 2018 est la suivante :
milieux à végétation arbustive et/ou herbacée (57,7 %), forêts (26,4 %), cultures permanentes (12,1 %), zones agricoles hétérogènes (3,8 %). L'évolution de l’occupation des sols de la commune et de ses infrastructures peut être observée sur les différentes représentations cartographiques du territoire : la carte de Cassini (XVIIIe siècle), la carte d'état-major (1820-1866) et les cartes ou photos aériennes de l'IGN pour la période actuelle (1950 à aujourd'hui).

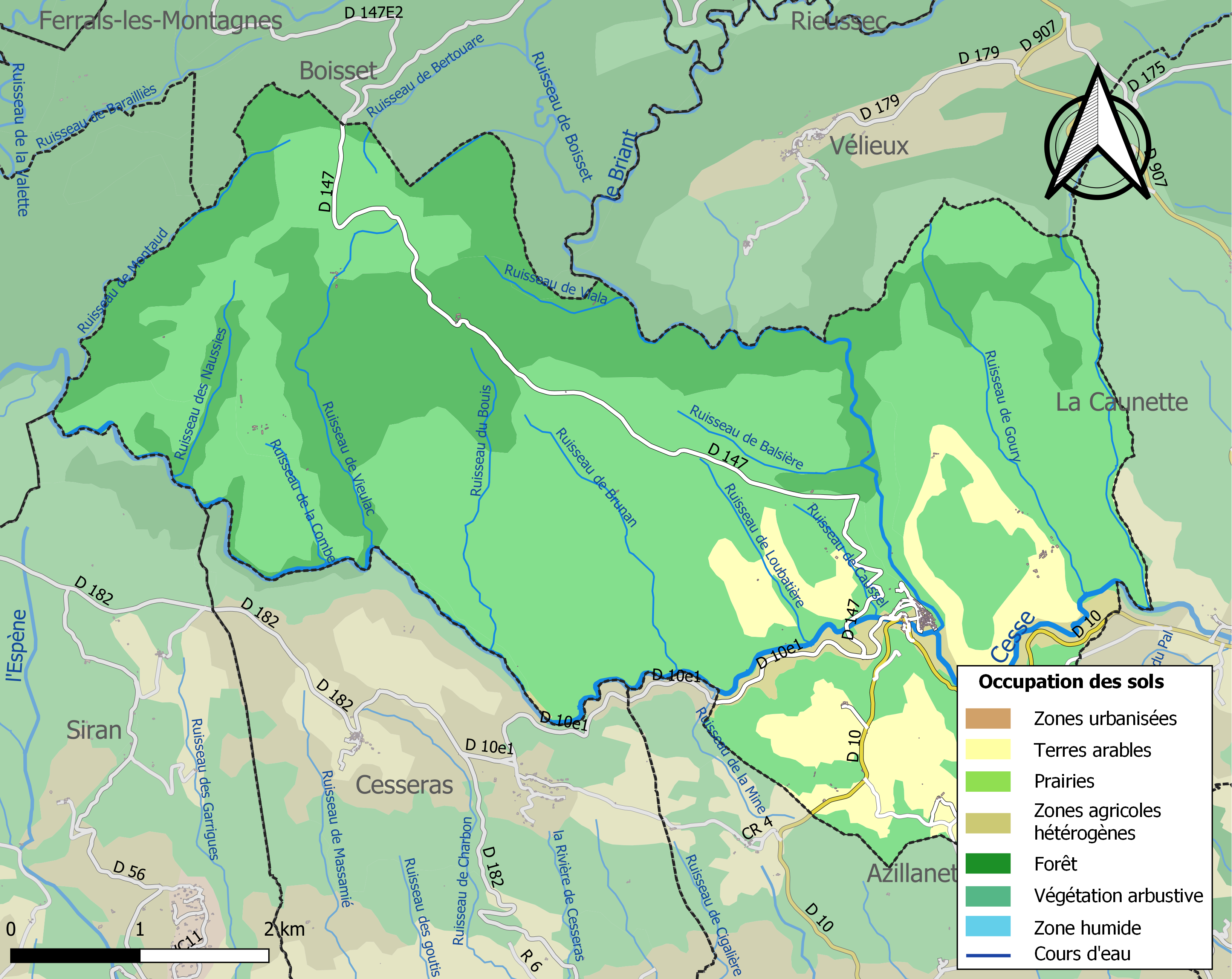
Carte des infrastructures et de l'occupation des sols de la commune en 2018 (CLC).

### Risques majeurs
Le territoire de la commune de Minerve est vulnérable à différents aléas naturels : météorologiques (tempête, orage, neige, grand froid, canicule ou sécheresse), feux de forêts, mouvements de terrains et séisme (sismicité très faible). Il est également exposé à deux risques particuliers : le risque minier et le risque de radon. Un site publié par le BRGM permet d'évaluer simplement et rapidement les risques d'un bien localisé soit par son adresse soit par le numéro de sa parcelle.

#### Risques naturels
Minerve est exposée au risque de feu de forêt. Un plan départemental de protection des forêts contre les incendies (PDPFCI) a été approuvé en juin 2013 et court jusqu'en 2022, où il doit être renouvelé. Les mesures individuelles de prévention contre les incendies sont précisées par deux arrêtés préfectoraux et s’appliquent dans les zones exposées aux incendies de forêt et à moins de 200 mètres de celles-ci. L’arrêté du 25 avril 2002 réglemente l'emploi du feu en interdisant notamment d’apporter du feu, de fumer et de jeter des mégots de cigarette dans les espaces sensibles et sur les voies qui les traversent sous peine de sanctions. L'arrêté du 11 mars 2013 rend le débroussaillement obligatoire, incombant au propriétaire ou ayant droit,.

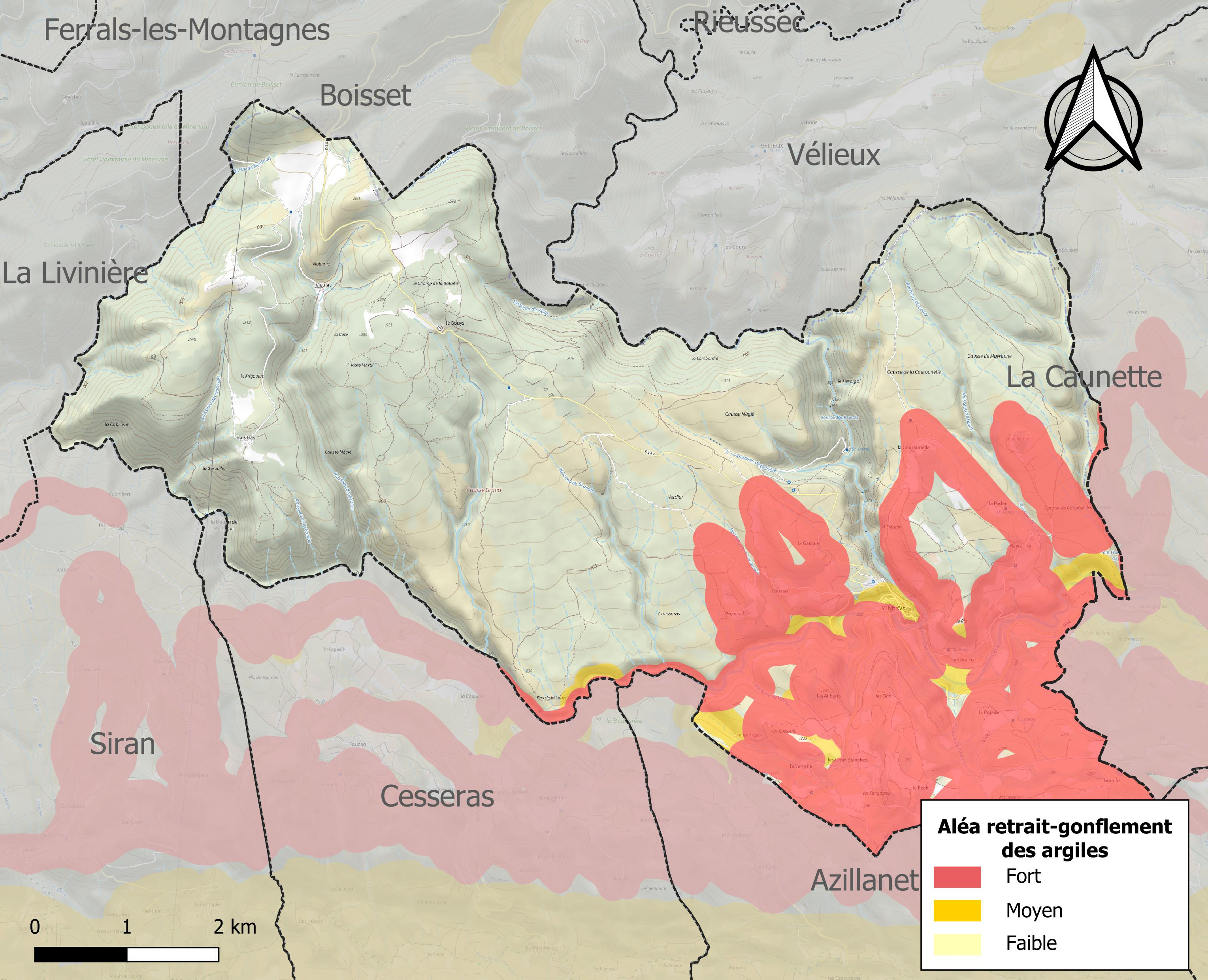
Carte des zones d'aléa retrait-gonflement des sols argileux de Minerve.

La commune est vulnérable au risque de mouvements de terrains constitué principalement du retrait-gonflement des sols argileux. Cet aléa est susceptible d'engendrer des dommages importants aux bâtiments en cas d’alternance de périodes de sécheresse et de pluie. 28,7 % de la superficie communale est en aléa moyen ou fort (59,3 % au niveau départemental et 48,5 % au niveau national). Sur les 125 bâtiments dénombrés sur la commune en 2019, 117 sont en aléa moyen ou fort, soit 94 %, à comparer aux 85 % au niveau départemental et 54 % au niveau national. Une cartographie de l'exposition du territoire national au retrait gonflement des sols argileux est disponible sur le site du BRGM,.
Par ailleurs, afin de mieux appréhender le risque d’affaissement de terrain, l'inventaire national des cavités souterraines permet de localiser celles situées sur la commune.
La commune a été reconnue en état de catastrophe naturelle au titre des dommages causés par les inondations et coulées de boue survenues en 1982, 1995, 1999, 2005, 2011, 2017 et 2018.

#### Risque particulier
L’étude Scanning de Géodéris réalisée en 2008 a établi pour le département de l’Hérault une identification rapide des zones de risques miniers liés à l’instabilité des terrains. Elle a été complétée en 2015 par une étude approfondie sur les anciennes exploitations minières du bassin houiller de Graissessac et du district polymétallique de Villecelle. La commune est ainsi concernée par le risque minier, principalement lié à l’évolution des cavités souterraines laissées à l’abandon et sans entretien après l’exploitation des mines.
Dans plusieurs parties du territoire national, le radon, accumulé dans certains logements ou autres locaux, peut constituer une source significative d’exposition de la population aux rayonnements ionisants. Certaines communes du département sont concernées par le risque radon à un niveau plus ou moins élevé. Selon la classification de 2018, la commune de Minerve est classée en zone 2, à savoir zone à potentiel radon faible mais sur lesquelles des facteurs géologiques particuliers peuvent faciliter le transfert du radon vers les bâtiments.

## Histoire

### Préhistoire
La grotte d'Aldène (dite aussi grotte de Fauzan ou grotte de la Coquille) se trouve à 4 km en amont de Minerve, sur la commune de Cesseras, dans les gorges de la Cesse. Elle a livré des industries lithiques rapprochées du Tayacien ancien et de l'Acheuléen supérieur ainsi que des gravures aurignaciennes, des empreintes de pas et des frottis de torches mésolithiques.
Dans la galerie des Gravures, la dernière incursion humaine a été datée par des charbons épars de plus de 30 000 ans BP. « Cette date, comme le style, mais aussi le bestiaire des figurations pariétales d'Aldène, s'avèrent donc identiques et contemporains de ceux correspondant à la première période de l'art de la grotte Chauvet ».
Par ailleurs, le passage d'un groupe humain a laissé de nombreuses traces de pas datées d'environ 8 000 ans.

### Protohistoire
La grotte d'Aldène a également connu une forte fréquentation à l'âge du bronze final et au premier âge du fer.
Il est donc possible de lui associer les nombreux vestiges de dolmens situés sur les causses, tout autour de l'éperon de Minerve. « Situés sur la rive gauche de la Cesse, ils forment quatre groupes qui sont d'ouest en est: le groupe du Bois-Bas, du Bouïs, des Lacs et de Mayranne » qui dateraient des IIe et Ier millénaires av. J.-C.
Sur les causses entourant le village se trouvent deux oppida : l'oppidum de la Gasque d'une superficie d'environ 7 ha, sur lequel on peut voir des restes de murs de fortification et des fonds de cabanes, et l'oppidum du Cap barré de Minerve-la-Vieille, situé en face de la grotte d'Aldène, qui a été réutilisé à l'époque gallo-romaine.
En 2007-2008, dans le cadre de la restauration des remparts, une fouille préventive a confirmé que le site de Minerve proprement dit avait été occupé dès la Protohistoire, dans la dernière période de l'âge du bronze (-850/-725), faisant reculer l'histoire de la cité d'environ 1 600 ans. Par la suite, après une brève occupation aux IIe et Ier siècles av. J.-C., le site est réoccupé aux Ve et VIe siècles à l'époque des Wisigoths et sans discontinuité jusqu'à maintenant.

### Haut Moyen Âge
Le pagus minerbensis apparaît dans les textes à l'époque carolingienne. Dans une charte de 836, on distingue le « territorium Narbonense » et le « suburbium Minerbense ». Il y a donc déjà un chef-lieu de viguerie carolingiene dès cette époque. C'est probablement la qualité du site pour sa défense qui l'a fait choisir. Il est possible que ce choix se soit imposé au moment des razzias musulmanes après 719 pour abriter les populations.
Nous connaissons « les noms de certains féodaux carolingiens et des vicomtes qui leur succéderont ». La première mention écrite du castrum de Minerve, castrum menerba, se trouve à l'occasion d'une assemblée de justice tenue en 873 « devant le lieu fortifié de Minerve et à l'autel de Saint-Nazaire dont l'église était située dans les environs du village sous la présidence de Bérald, vicomte de Minerve et en présence de Salomon, délégué du roi.. ».
Le château de Minerve fait partie des biens des vicomtes de Béziers comme le montre le testament daté de 1002 de Roger Ier, comte de Carcassonne, qui indique qu'il a reçu en 969 de Rainard, vicomte de Béziers, une part du « castellum » de Minerve. Roger Ier cède sa part dans le castellum de Minerve à son fils Raimond, mort prématurément. On peut supposer qu'une autre partie dépendant des vicomtes de Béziers mais le vicomte Guilhem de Béziers, fils de Rainard, ne cite pas Minerve dans son testament, en 990. On voit apparaître dans les donations de Minerve, Ermangaud, archevêque de Narbonne, fils de Matfred, vicomte de Narbonne. Cette donation d'Ermangaud, archevêque de Narbonne, à son neveu Guilhem, est peut-être due au fait que le Minervois faisait partie de la civitas de Narbonne. Guilhem est probablement le petit-fils de Roger Ier. Après cette donation, Minerve va se trouver progressivement attirée dans la mouvance des comtes de Carcassonne.
Raimond-Bernard Trencavel, vicomte d’Albi et de Nîmes, épouse Ermengarde († 1099), vicomtesse de Carcassonne, de Béziers et d’Agde, fille de Pierre Raymond, comte de Carcassonne et de Raingarde. Il réussit à réunir tous ces domaines vers 1066. Cependant, en 1068, il rend hommage pour Carcassonne et le Razès à Raimond-Béranger, comte de Barcelonne qui lui rend en fief. La vicomté de Minerve va être prise dans les luttes pour l'hégémonie entre les grandes familles féodales du Midi.
Au même moment, avec son abbé Frotard, l'abbaye Saint-Pons se constitue une vaste seigneurie au-dessus de la vicomté de Minerve.

### Bas Moyen Âge
En 1209, des milliers de chevaliers du nord de la France et de toute l'Europe franchissent le Rhône pour rappeler les seigneurs occitans au respect de la foi de Rome et éradiquer le Catharisme. L'armée croisée s'attaque d'abord à la tête de la région, le puissant vicomte Raimond-Roger Trencavel, qui domine une grande part du comté de Toulouse : les vicomtés d'Albi, de Béziers et Carcassonne. Les croisés mettent Béziers à sac puis Carcassonne tombe. Raimond-Roger Trencavel est enfermé dans ses propres prisons. Simon de Montfort, à la tête de l'armée croisée, sait que pour être maître du pays, il doit faire tomber les châteaux vassaux, qui parsèment l'intérieur hostile de la région (Corbières et Minervois). Commence alors la « guerre de châteaux ».

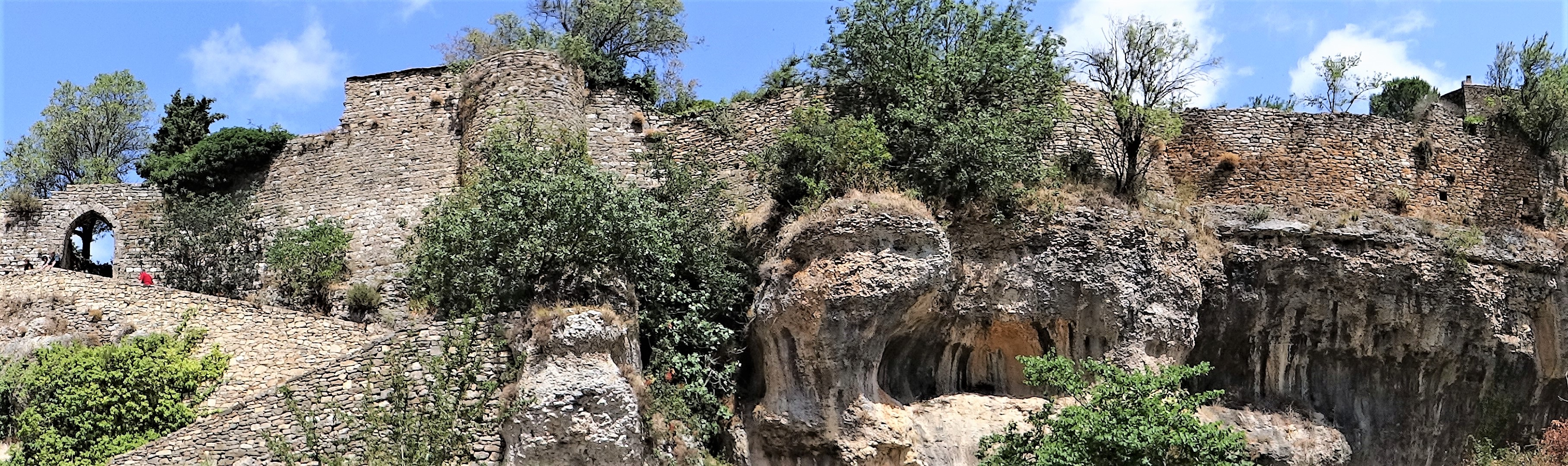
Remparts de Minerve et porte d'accès du côté de la Cesse.

Minerve est alors un castrum, un village fortifié associé à un château. Le castrum et le pagus minerbensis (pays minervois) relèvent du seigneur de Minerve, le vicomte Guilhem. Entouré des profondes vallées de la Cesse et du Brian, perché sur son rocher, le castrum de Minerve semble imprenable. Au milieu du mois de juin 1210 les Croisés, avec l'appui des Narbonnais, installent leur siège devant Minerve. Les barons du nord vont exploiter la technique militaire la plus avancée de l'époque, les machines de siège. Quatre trébuchets (mangonneaux et catapultes), construits sur place, entourent et pilonnent les murs de Minerve.

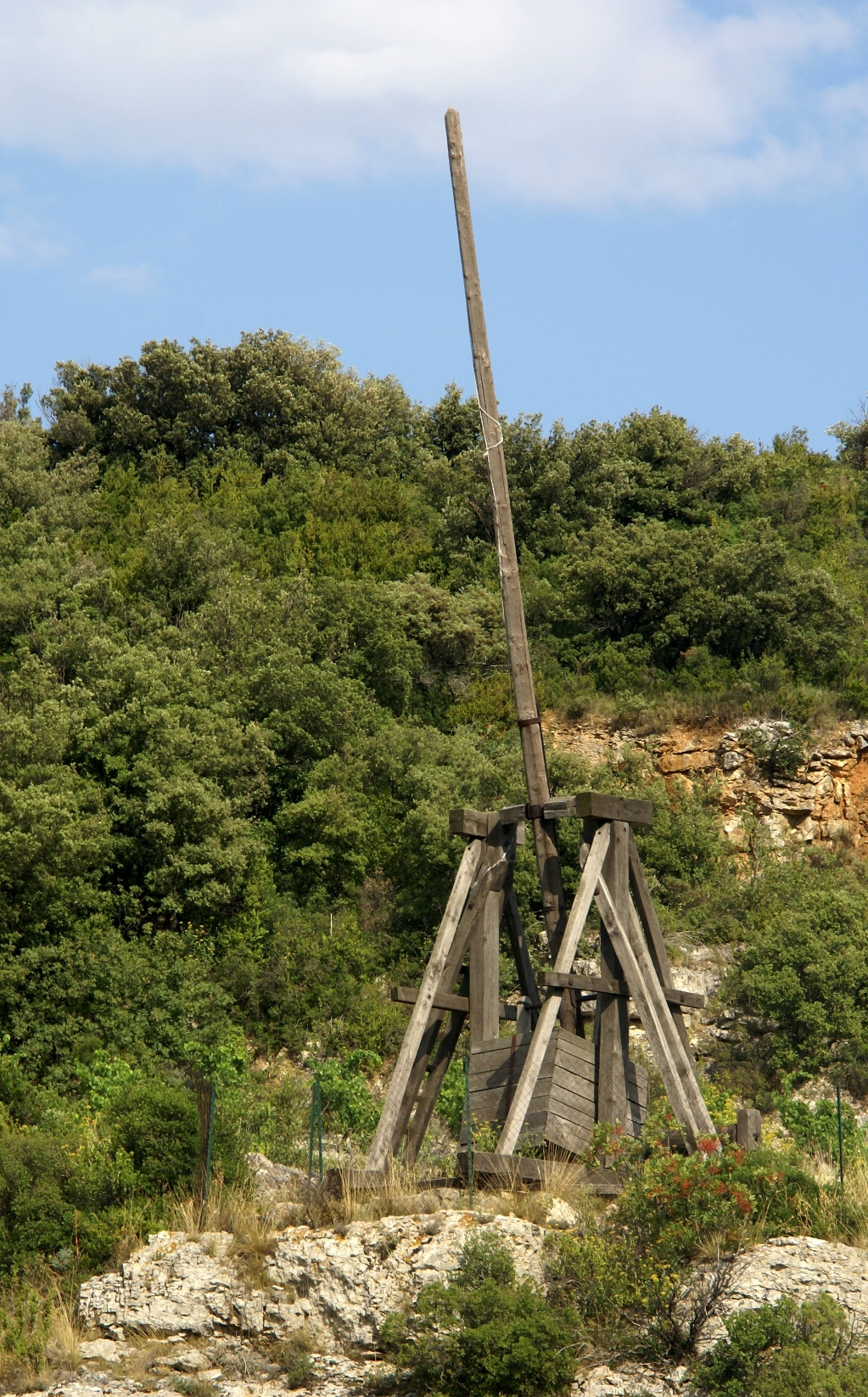
Reproduction d'un trébuchet, à proximité de la commune de Minerve (Hérault).

On est au début de l'été sur les causses arides du Minervois. Les deux rivières sont, comme chaque année en cette saison, complètement à sec. Le talon d'Achille de Minerve est l'accès à l'eau. Son unique puits est situé au pied de la cité à laquelle il est relié par une rampe fortifiée ; il est probablement à l'emplacement de celui qui est encore visible aujourd'hui (puits Saint-Rustique). Simon de Montfort réussit à détruire rapidement l'accès au puits grâce à la Malevoisine (Mala Vezina, la mauvaise voisine), un trébuchet situé au-dessus du puits qui permettait de lancer, non seulement des boulets de pierre, mais aussi, sans doute, des animaux morts qui au bout de plusieurs jours provoquaient des maladies en pourrissant. Nous sommes autour du 20 juillet, et Minerve qui résiste depuis cinq semaines, à bout de vivres, n'a plus alors qu'à capituler. Guilhem de Minerve sort négocier pour sauver sa population et sa cité. Finalement il est conduit à céder et à se rendre sans condition. Néanmoins Simon de Montfort promit de laisser la vie sauve à la population et même aux parfaits cathares (s'appelant bonshommes ou Bons-Chrétiens), qui s'étaient réfugiés dans la cité avec la prise du bas-pays, s'ils abjuraient leur foi. Malgré de fortes pressions, pendant que l'on préparait à leur intention un bûcher, tous sauf trois femmes sauvées de justesse par Mathilde de Garlande, refusent de se renier. Ainsi, ce sont environ 140 parfaits qui périssent sur ce bûcher. Selon Pierre des Vaux de Cernay, « on les y jette tous, à vrai dire les nôtres n'eurent pas besoin de les y jeter, tous obstinés qu'ils étaient dans le mal, se précipitèrent dans le feu ». Les autres cathares qui ne sont pas « parfaits », terrorisés, abjurent et ont la vie sauve. Guilhem reçoit alors de Simon de Montfort des terres du côté de Béziers ; Simon, lui, laisse sur place une petite garnison et repart poursuivre son œuvre dans les Corbières. On sait que par la suite, Guilhem puis son fils vont reprendre la lutte aux côtés contre les croisés.
Il est assez facile d'imaginer l'état dans lequel devait se trouver le château et les remparts après cinq semaines de siège agrémentées de bombardements. Toujours est-il qu'il ne reste presque rien de ce Minerve de 1210, sinon quelques éléments de maçonnerie des soubassements des remparts et du château. Les éléments actuellement les plus visibles datent, dans le cadre d'un mouvement de reconstruction des forteresses occitanes, de la fin du XIIIe siècle. En 1271, Philippe le Hardi réunit définitivement le Languedoc à la couronne de France et Minerve devient alors une châtellenie avec un gouverneur.
En 1355, le fils du roi d'Angleterre, le Prince Noir, débarque à Bordeaux. À la tête d'une troupe considérable, il sème la terreur jusque dans le Minervois. En 1363, des bandes armées venant d'Espagne qui ravagent la région et s'emparent du château de Peyriac ; en 1364, elles s'emparent de celui de Minerve avant d'être délogées assez rapidement de ces deux places-fortes par des milices venues de Toulouse, de Carcassonne et de Beaucaire.

### Guerres de Religion
La pacification progressive des pays occitans (terres du comté de Toulouse et des Trencavel) sonne le glas des castri fortifiés. La frontière du royaume de France se fixe de plus en plus au sud (jusqu'à atteindre les Pyrénées sous Louis XIV). À l'intérieur des frontières, l'ordre féodal se délite pour laisser place à la paix capétienne. Les anciens châteaux n'ont plus lieu d'être. L'exigence défensive devient mineure pour les populations qui partent s'installer plus près des routes de commerce, au cœur des terres riches de la plaine, où l'eau abonde. Minerve n'est plus qu'un petit village difficile d'accès au cœur de terres pauvres et sans eau.
De 1562 à 1598, huit guerres de Religion se succèdent et le Minervois est dévasté. Ce sont alors les barons de Rieux, proches des Montmorency, qui sont les gouverneurs de Minerve, place-forte royale. Dans le contexte des alliances qui se font et se défont, un certain capitaine Bacou, originaire de Pierrerue près de Saint-Chinian, combat dans le camp protestant, et surtout pour son propre compte, contre le baron de Rieux. En février 1582, il prend par surprise le château de Minerve. Sur l'ordre du duc de Montmorency, au mois de juillet, qui est on l'a déjà constaté la bonne époque, le siège est mis devant Minerve et Bacou est contraint de se retirer. Amnistié, il rejoint alors les partisans de Montmorency. À la suite de ces événements, en 1588, des travaux sont effectués au château de Minerve : construction du pont-levis et réparation de la porte d'entrée du pont entre le château et la cité. C'est alors, qu'« une plainte du syndic du diocèse de Saint-Pons œuvre au même moment pour la démolition du château et aura raison de lui quelques années plus tard. ». Le château est démantelé en 1636.

### Époques moderne et contemporaine

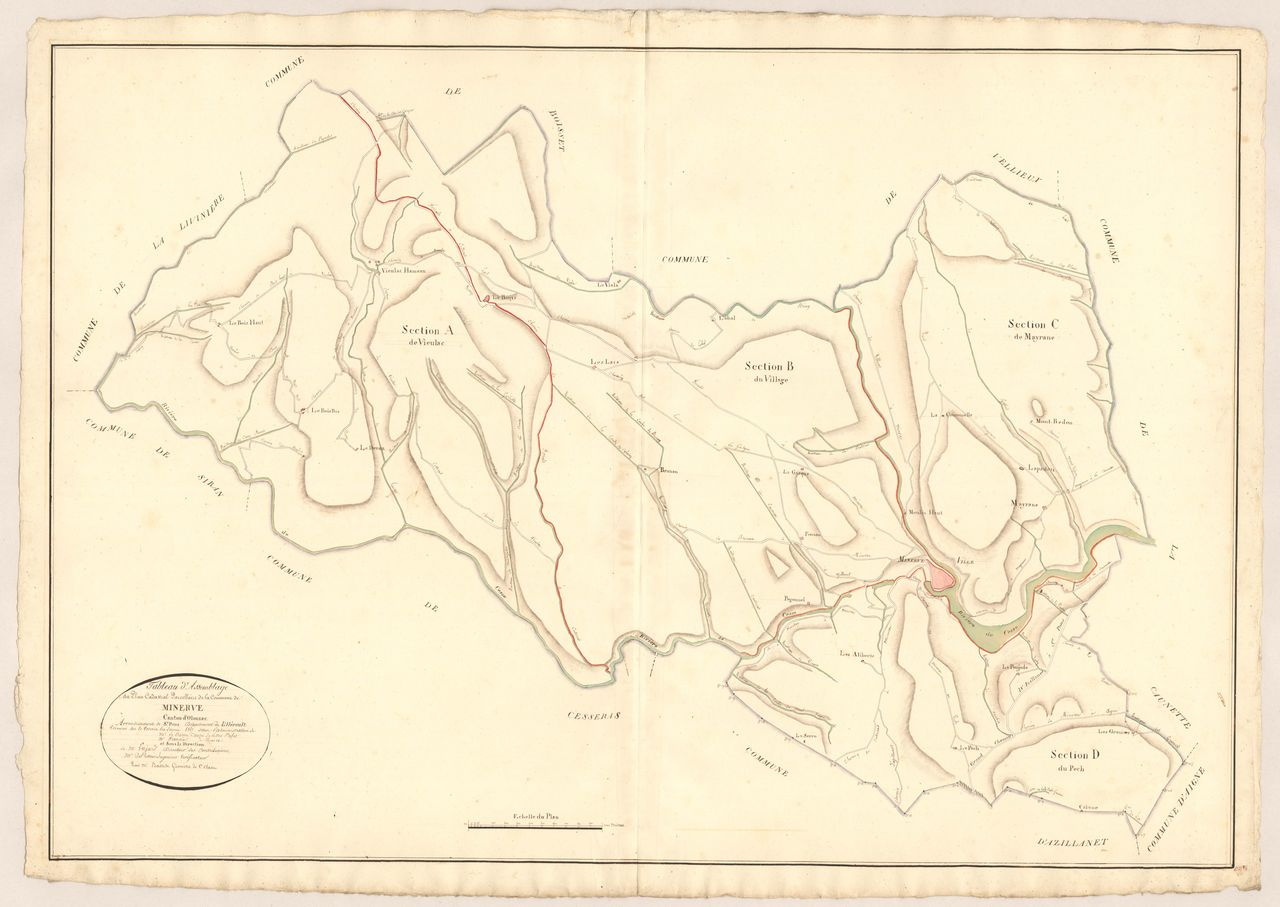
Plan cadastral de la commune de Minerve : tableau d'assemblage datant de 1817.

En 1765, on construit le « grand chemin » de La Caunette à Azillanet qui passe par Le Pech sur les hauts de Minerve. Pour arriver à Minerve en venant d'Azillanet, il faut suivre le sentier qui passe par la ferme des Aliberts et les Verreries, et en venant de La Caunette, il faut suivre le cours de la Cesse. On ne peut arriver jusqu'à l'entrée du village avec des charrettes que par le chemin qui remonte du cimetière en passant sous les restes du château et pas plus loin que l'entrée principale, la porte Saint-Nazaire, avant que cette dernière ne soit démolie en 1885.

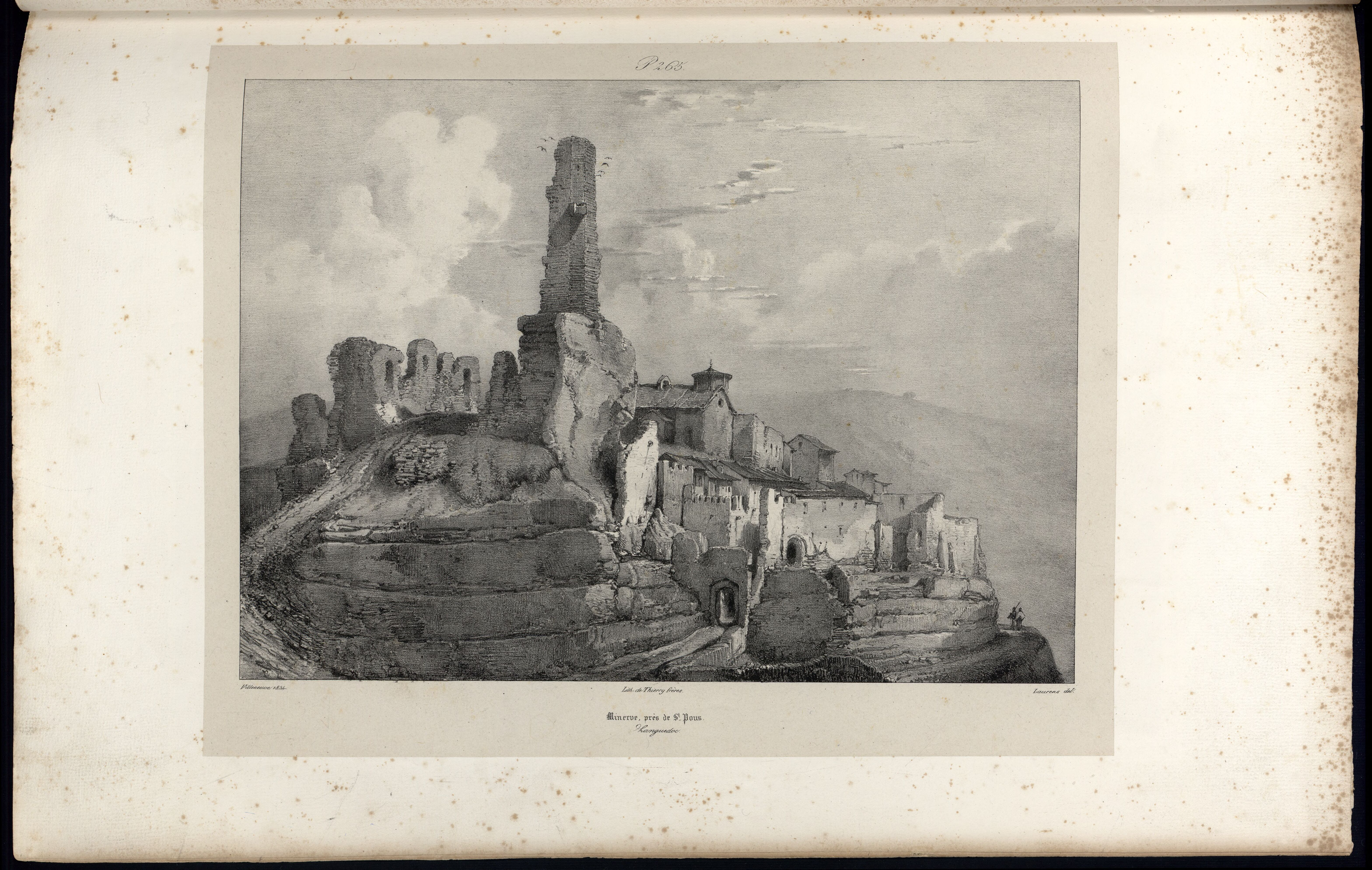
Minerve au début du XIXe siècle.

En 1889, les travaux de construction de la mairie-école sont terminés ; l'école compte une trentaine d'élèves de 5 à 13 ans, et il y a dans le village un curé, un instituteur, un buraliste, deux cafés, un cordonnier, un maréchal-ferrant et deux épiciers. Entre 1894 et 1900, on construit le chemin de « Grande Communication » qui relie Minerve et Azillanet ; en 1896, il y a le télégraphe dans le village ; en 1901, les travaux de la route de corniche vers La Caunette sont achevés. Le désenclavement du village est terminé en août 1912 lorsque, au bout de trois ans de travaux, on peut enfin pénétrer dans Minerve par la voie charretière de 2,50 m de large d'un imposant pont-viaduc de 115 m qui franchit la Cesse, qu'il surplombe de 40 m, sur plus de 60 m. L'électrification du village est faite en 1931-32 et donne lieu à une mémorable « Fête de la Lumière » ; les habitations isolées sont reliés au réseau en 1939. Cette même année un circuit d'autobus est établi, qui relie Olonzac à Saint-Pons en passant par Minerve.

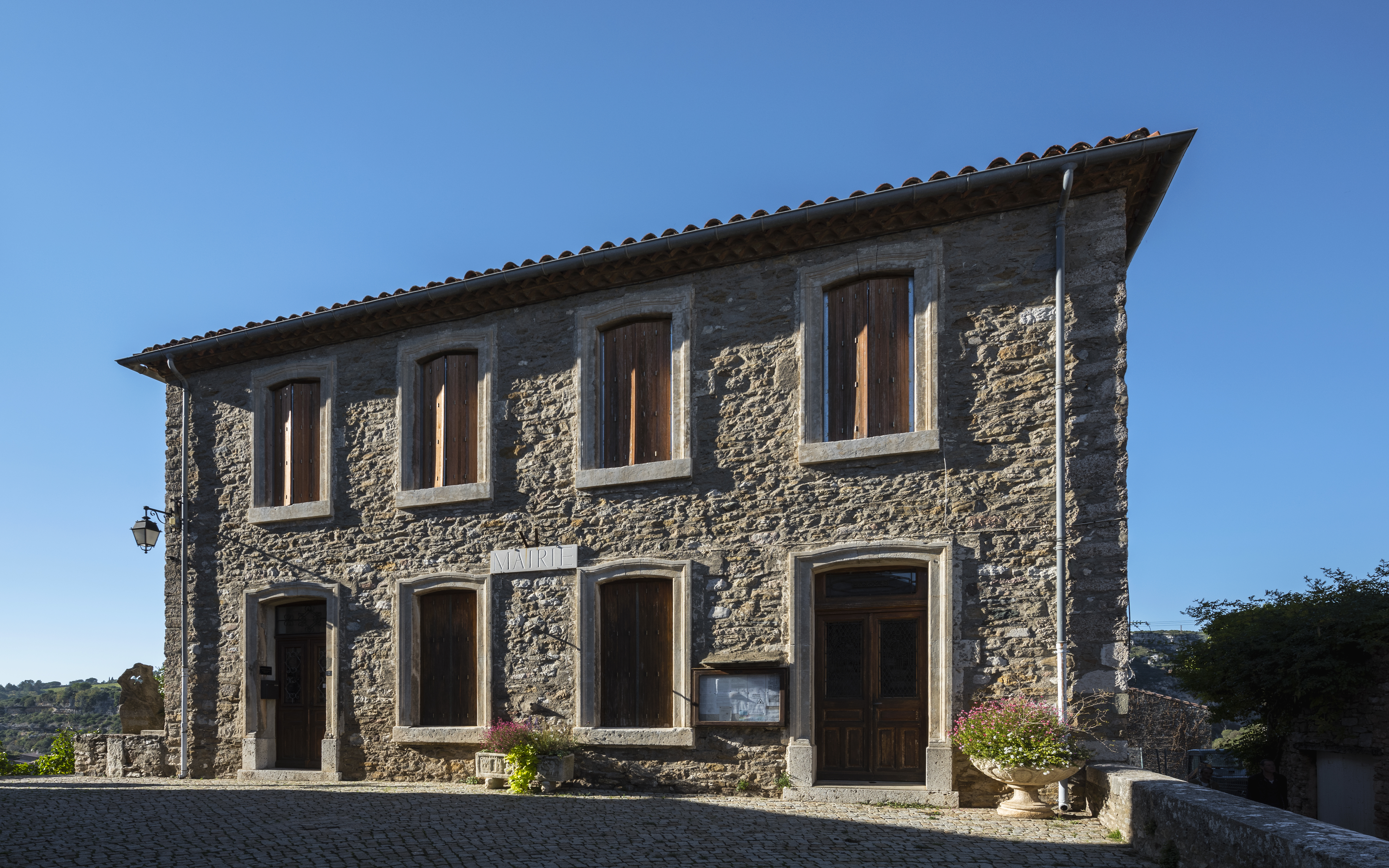
La mairie.

Au printemps 1907, la révolte des vignerons du Midi, inspirée par le charisme de Marcelin Albert et dont l'épicentre se situe à quelques kilomètres de là, à Argeliers, atteint Minerve quant au bout de quelques semaines le phénomène prend une ampleur insoupçonnable. La délégation du village défile alors derrière une pancarte sur laquelle on peut lire : Avèm de vin, mas cal de pan per far saussola. À Narbonne, les 19 et 20 juin, 6 manifestants sont tués ; parmi les nombreux blessés, un Minervois, Édouard Picou. Ce dernier est élu maire de Minerve l'année suivante, mais décède des suites de ses blessures en 1910. Pendant la Première Guerre mondiale, ce sont 7 hommes jeunes de la commune, pour une population de 235 habitants (soit une proportion nettement inférieure à la moyenne nationale) qui sont tués sur le front.
Si une première chute de la démographie se manifeste sous le Second Empire, suivi d'une stabilisation jusqu'à la Seconde Guerre mondiale, c'est-à-partir de la Libération que le village se vide irrémédiablement ; en 1984, l'école du village est définitivement fermée. Restent encore quelques viticulteurs mais peu à peu l'activité du village devient surtout captive du tourisme (caveaux, restaurants, bars, boutiques d'artisanat, de peintures et de sculptures, de livres d'occasion, de vêtements et de chocolats…). Un immense parking, construit en 2007 sur le causse qui domine le village, s'efforce d'absorber pendant la période estivale 200 à 300 000 visiteurs.

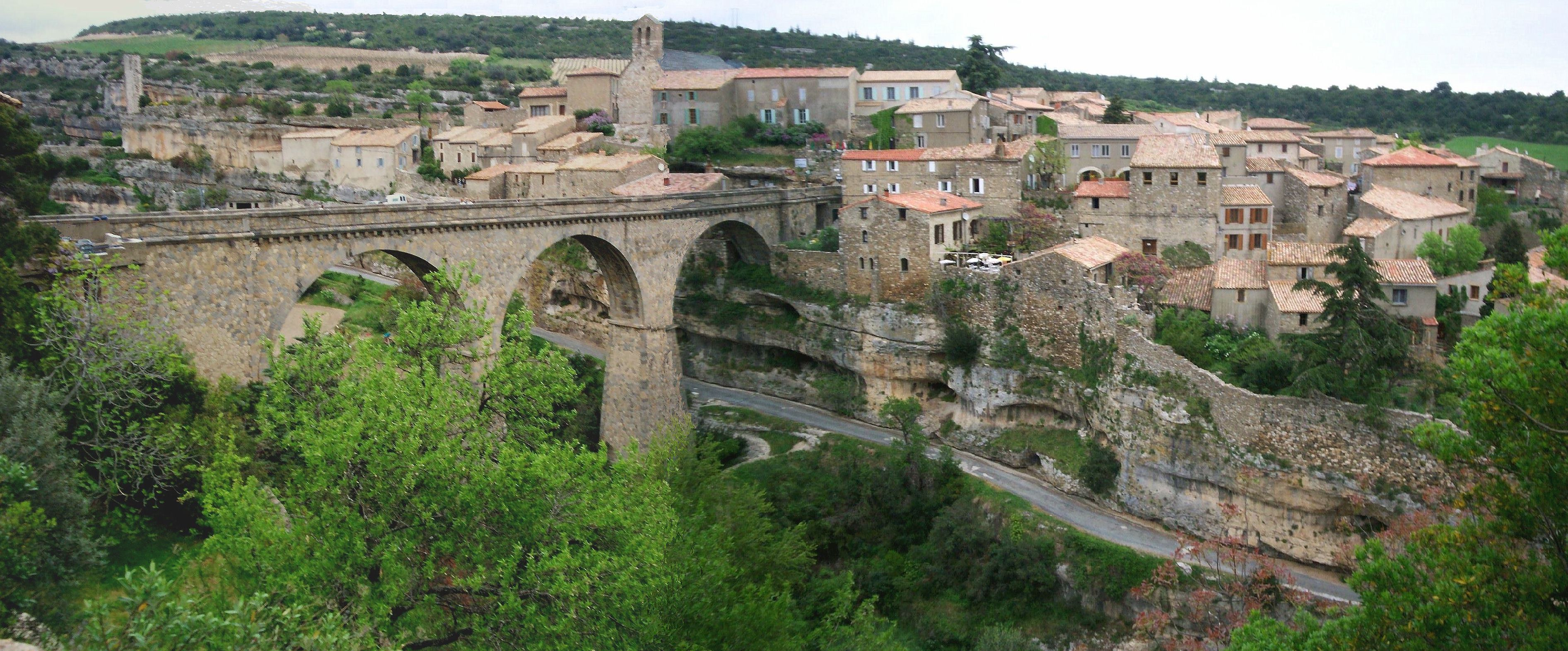
Vue panoramique.

## Politique et administration
| Période   | Période   | Identité        | Étiquette | Qualité     |
| --------- | --------- | --------------- | --------- | ----------- |
| 1947      | 1974      | Marius Cauquil  |           |             |
| 1975      | mars 2001 | André Cavaillès |           |             |
| mars 2001 | mars 2008 | Michel Jan      |           |             |
| mars 2008 | en cours  | Didier Vordy    | SE        | Agriculteur |

## Démographie
L'évolution du nombre d'habitants est connue à travers les recensements de la population effectués dans la commune depuis 1793. Pour les communes de moins de 10 000 habitants, une enquête de recensement portant sur toute la population est réalisée tous les cinq ans, les populations de référence des années intermédiaires étant quant à elles estimées par interpolation ou extrapolation. Pour la commune, le premier recensement exhaustif entrant dans le cadre du nouveau dispositif a été réalisé en 2004.

En 2022, la commune comptait 96 habitants, en évolution de −26,15 % par rapport à 2016 (Hérault : +7,49 %, France hors Mayotte : +2,11 %).
| 1793 | 1800 | 1806 | 1821 | 1831 | 1836 | 1841 | 1846 | 1851 |
| ---- | ---- | ---- | ---- | ---- | ---- | ---- | ---- | ---- |
| 250  | 226  | 285  | 276  | 309  | 357  | 395  | 403  | 403  |

| 1856 | 1861 | 1866 | 1872 | 1876 | 1881 | 1886 | 1891 | 1896 |
| ---- | ---- | ---- | ---- | ---- | ---- | ---- | ---- | ---- |
| 386  | 350  | 326  | 289  | 266  | 265  | 246  | 261  | 240  |

| 1901 | 1906 | 1911 | 1921 | 1926 | 1931 | 1936 | 1946 | 1954 |
| ---- | ---- | ---- | ---- | ---- | ---- | ---- | ---- | ---- |
| 240  | 225  | 235  | 240  | 204  | 213  | 217  | 189  | 166  |

| 1962 | 1968 | 1975 | 1982 | 1990 | 1999 | 2004 | 2006 | 2009 |
| ---- | ---- | ---- | ---- | ---- | ---- | ---- | ---- | ---- |
| 138  | 125  | 106  | 112  | 104  | 111  | 112  | 116  | 125  |

| 2014 | 2019 | 2022 | - | - | - | - | - | - |
| ---- | ---- | ---- | - | - | - | - | - | - |
| 131  | 103  | 96   | - | - | - | - | - | - |

Les listes nominatives de recensement de population ont été numérisées et sont consultables en ligne sur le site des Archives départementales de l’Hérault.

## Économie

### Emploi
|                | 2008   | 2013   | 2018   |
| -------------- | ------ | ------ | ------ |
| Commune        | 10 %   | 15,6 % | 13,3 % |
| Département    | 10,1 % | 11,9 % | 12 %   |
| France entière | 8,3 %  | 10 %   | 10 %   |

En 2018, la population âgée de 15 à 64 ans s'élève à 65 personnes, parmi lesquelles on compte 75 % d'actifs (61,7 % ayant un emploi et 13,3 % de chômeurs) et 25 % d'inactifs,. En 2018, le taux de chômage communal (au sens du recensement) des 15-64 ans est supérieur à celui de la France et du département, alors qu'il était inférieur à celui du département en 2008.
La commune est hors attraction des villes,. Elle compte 61 emplois en 2018, contre 75 en 2013 et 43 en 2008. Le nombre d'actifs ayant un emploi résidant dans la commune est de 43, soit un indicateur de concentration d'emploi de 139,7 % et un taux d'activité parmi les 15 ans ou plus de 52,2 %.
Sur ces 43 actifs de 15 ans ou plus ayant un emploi, 29 travaillent dans la commune, soit 69 % des habitants. Pour se rendre au travail, 53,8 % des habitants utilisent un véhicule personnel ou de fonction à quatre roues, 23,1 % s'y rendent en deux-roues, à vélo ou à pied et 23,1 % n'ont pas besoin de transport (travail au domicile).

### Activités hors agriculture

#### Secteurs d'activités
30 établissements sont implantés à Minerve au 31 décembre 2019.
Le secteur du commerce de gros et de détail, des transports, de l'hébergement et de la restauration est prépondérant sur la commune puisqu'il représente 56,7 % du nombre total d'établissements de la commune (17 sur les 30 entreprises implantées à Minerve), contre 28 % au niveau départemental.

#### Entreprises et commerces

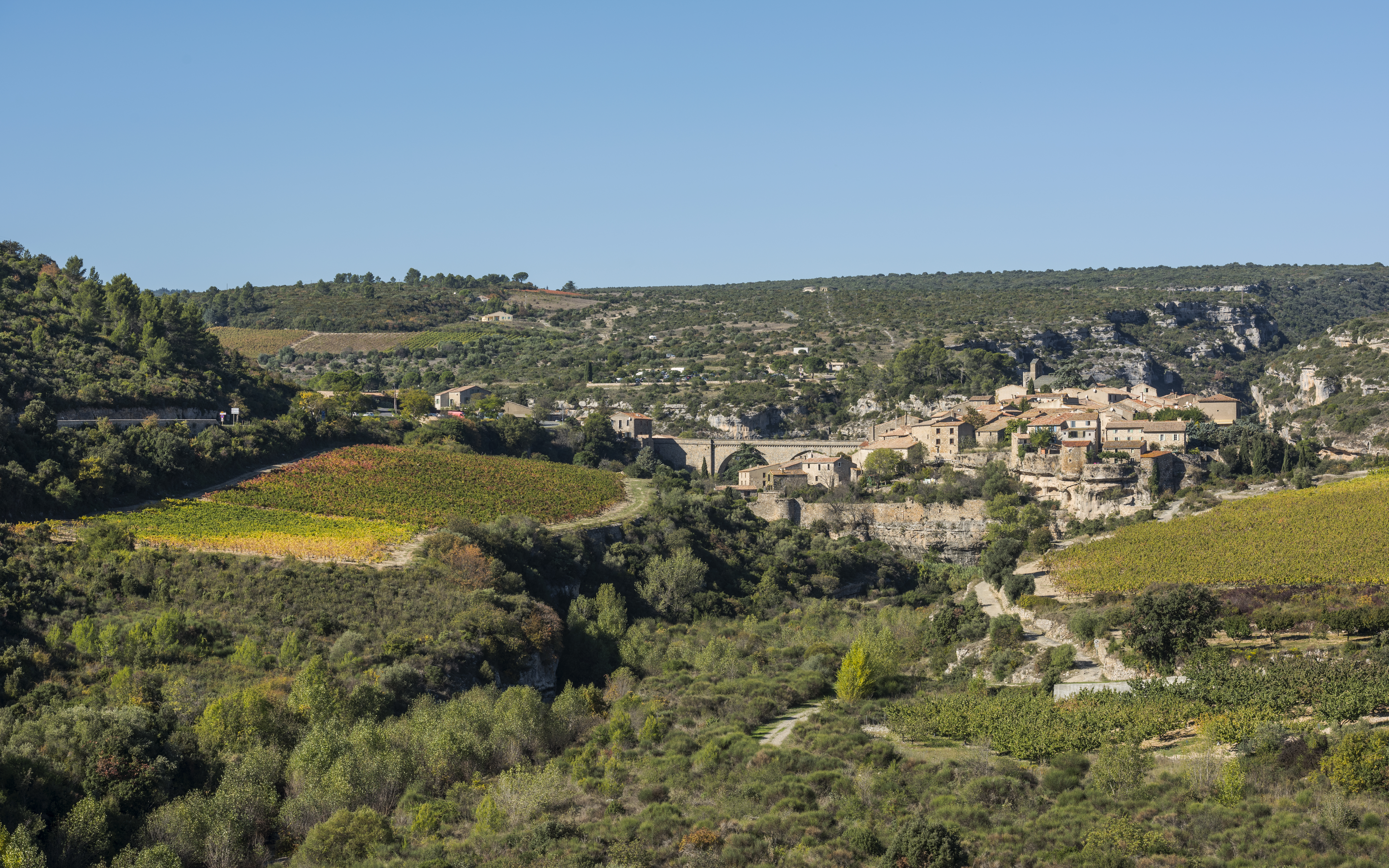
Les environs de Minerve.

- Tourisme. Depuis la fin du XXe siècle, l'engouement massif pour l'histoire des Cathares et le tourisme vert ont offert à Minerve une nouvelle révolution dans son histoire. Des centaines de milliers de touristes visitent la ville à la belle-saison, provoquant des déséquilibres importants.
- Viticulture : production de vins en AOC Minervois.

### Agriculture
La commune est dans le « Minervois », une petite région agricole occupant une petite partie du sud-ouest du département de l'Hérault. En 2020, l'orientation technico-économique de l'agriculture  sur la commune est la viticulture.
|               | 1988 | 2000 | 2010 | 2020 |
| ------------- | ---- | ---- | ---- | ---- |
| Exploitations | 28   | 24   | 11   | 10   |
| SAU (ha)      | 598  | 394  | 472  | 354  |

Le nombre d'exploitations agricoles en activité et ayant leur siège dans la commune est passé de 28 lors du recensement agricole de 1988  à 24 en 2000 puis à 11 en 2010 et enfin à 10 en 2020, soit une baisse de 64 % en 32 ans. Le même mouvement est observé à l'échelle du département qui a perdu pendant cette période 67 % de ses exploitations,. La surface agricole utilisée sur la commune a également diminué, passant de 598 ha en 1988 à 354 ha en 2020. Parallèlement la surface agricole utilisée moyenne par exploitation a augmenté, passant de 21 à 35 ha.

## Culture locale et patrimoine

### Lieux et monuments
Les enjeux sont importants pour Minerve dont on reconnaît aujourd'hui les joyaux du patrimoine bâti et naturel. Il faut pouvoir proposer des logements, des terres et des activités à une population résidente pour éviter le passage total à un village-musée. Par ailleurs, la pression touristique est importante sur un environnement très fragile. Parmi les problèmes causés par cette cohabitation, figurent l'emplacement des parkings, accusés d'envahir le causse, ainsi que les panneaux commerciaux qui fleurissent sur les façades au risque de les enlaidir.
On peut noter au titre des richesses naturelles près du village les deux ponts naturels de la Cesse : la rivière a creusé dans la roche des tunnels, abandonnant ainsi d'anciens méandres.

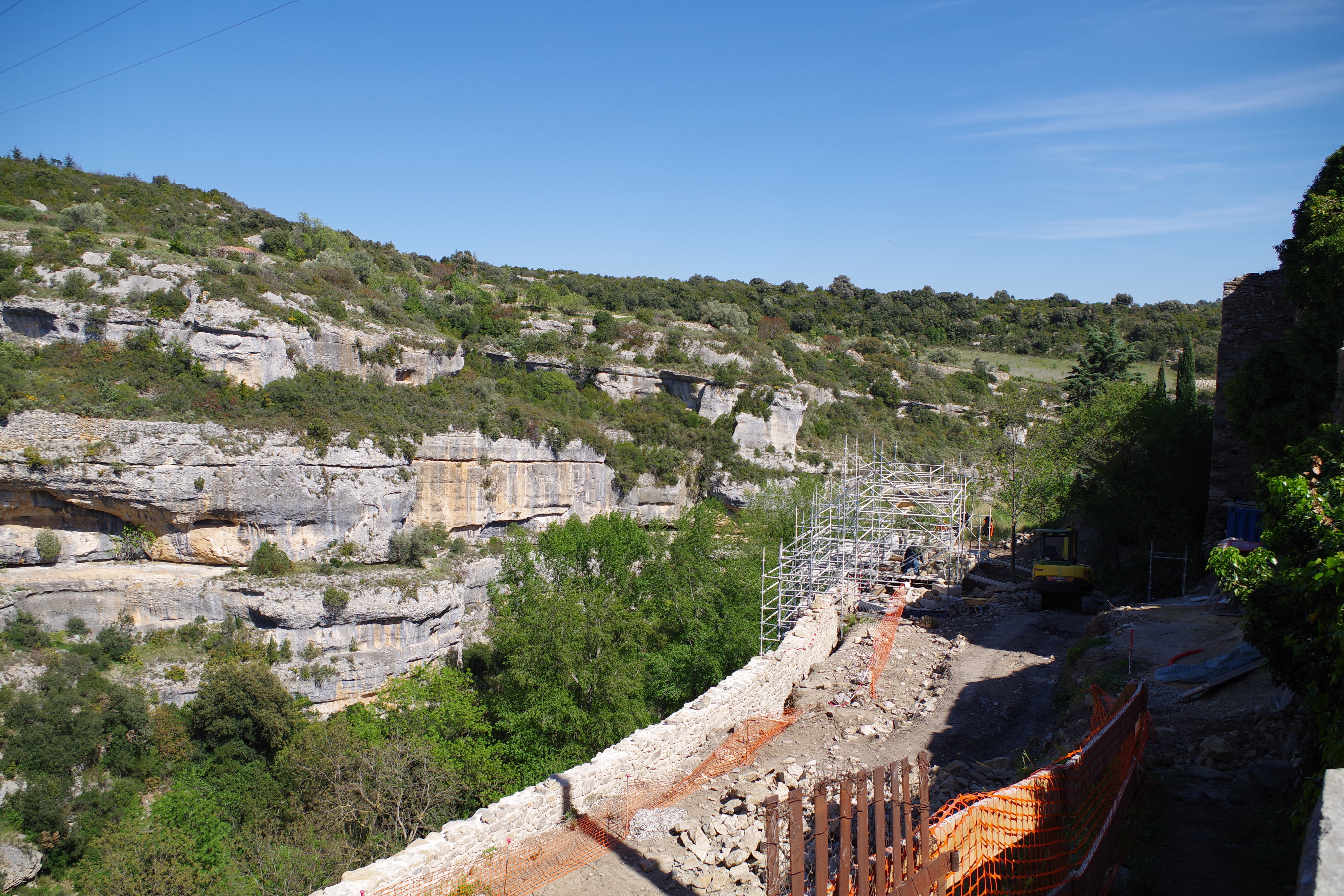
Restauration de la muraille de la citadelle de Minerve en avril 2016.
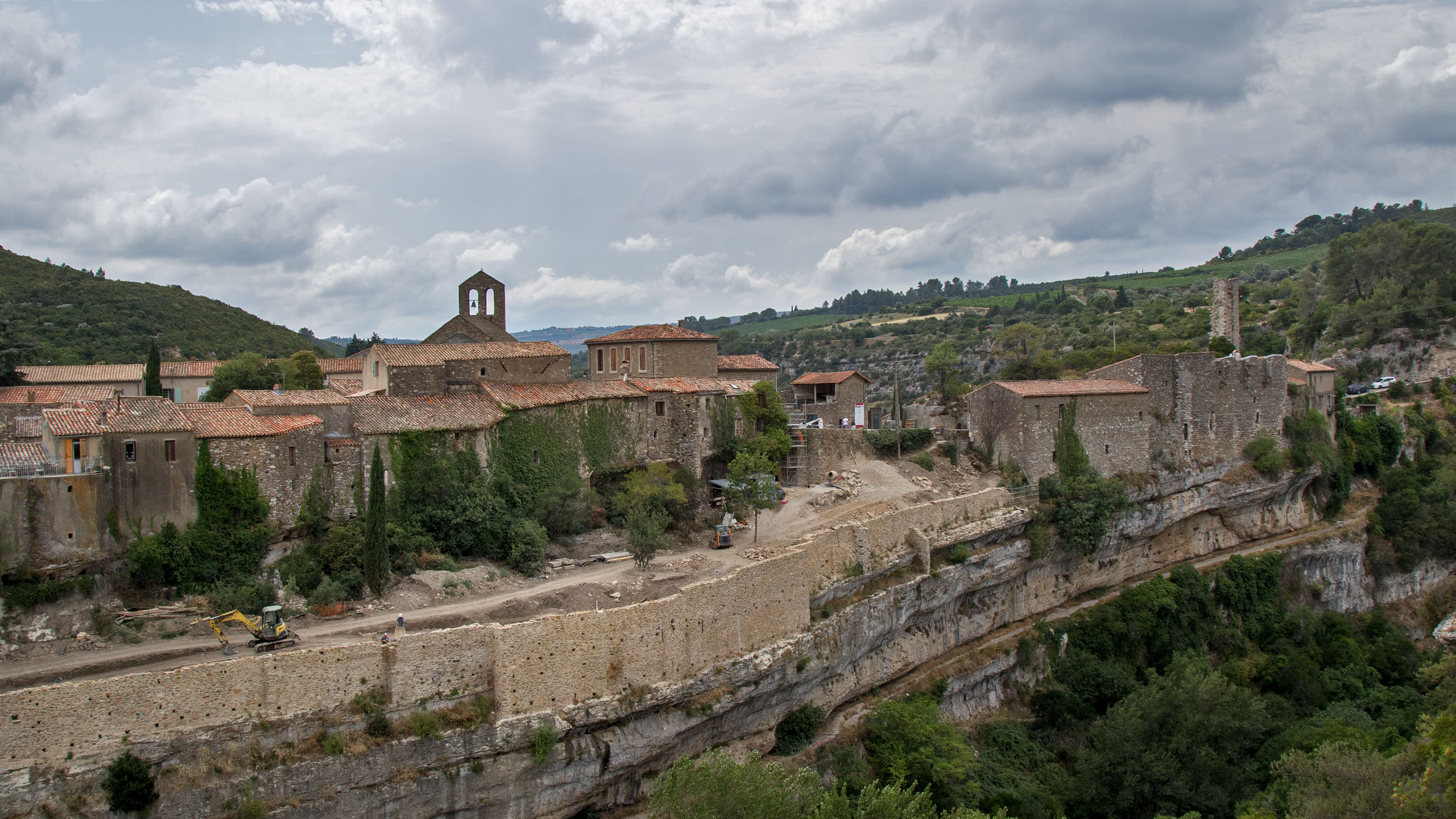
Les remparts nord.
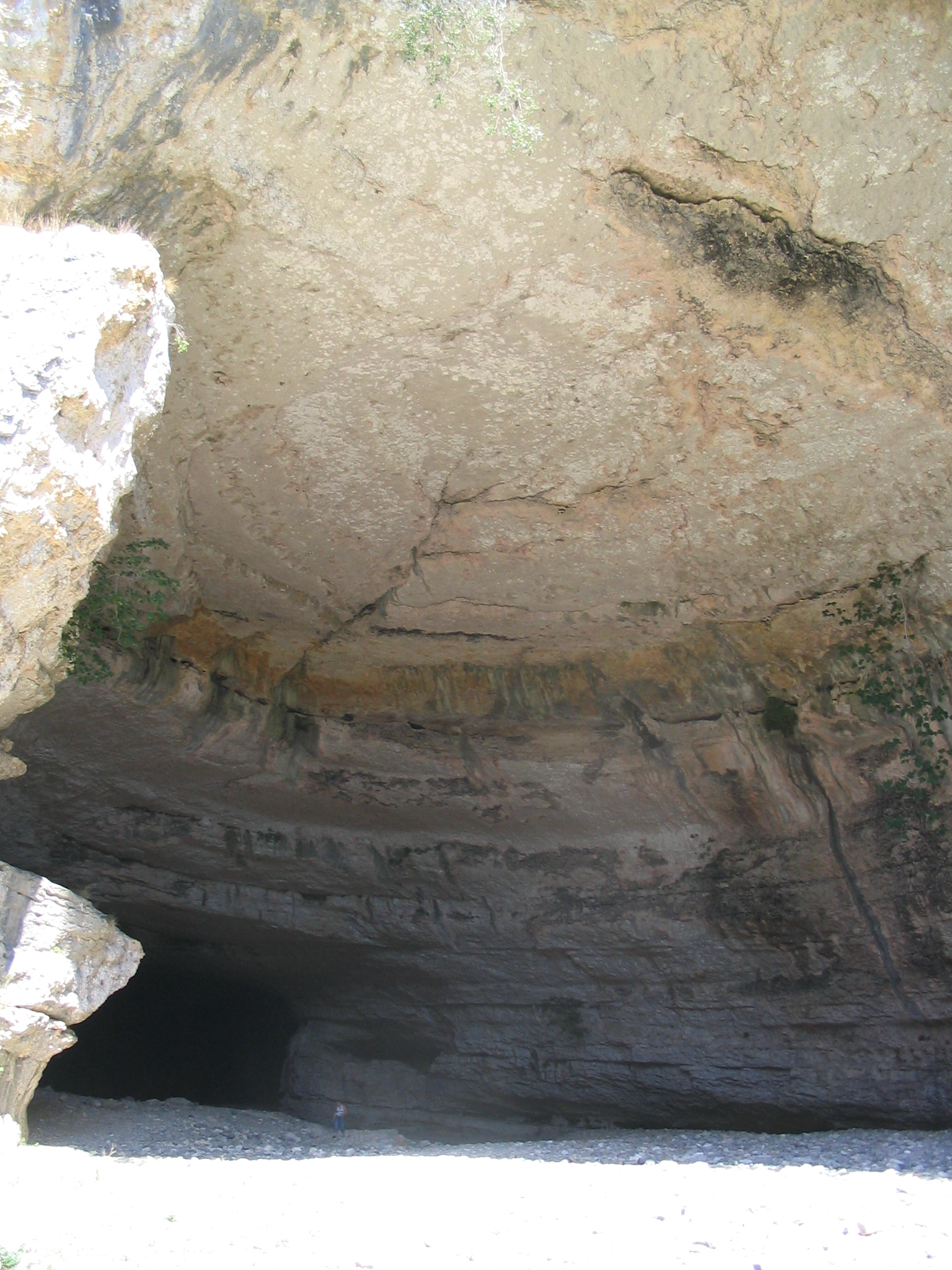
Un des ponts naturels creusés par la Cesse.
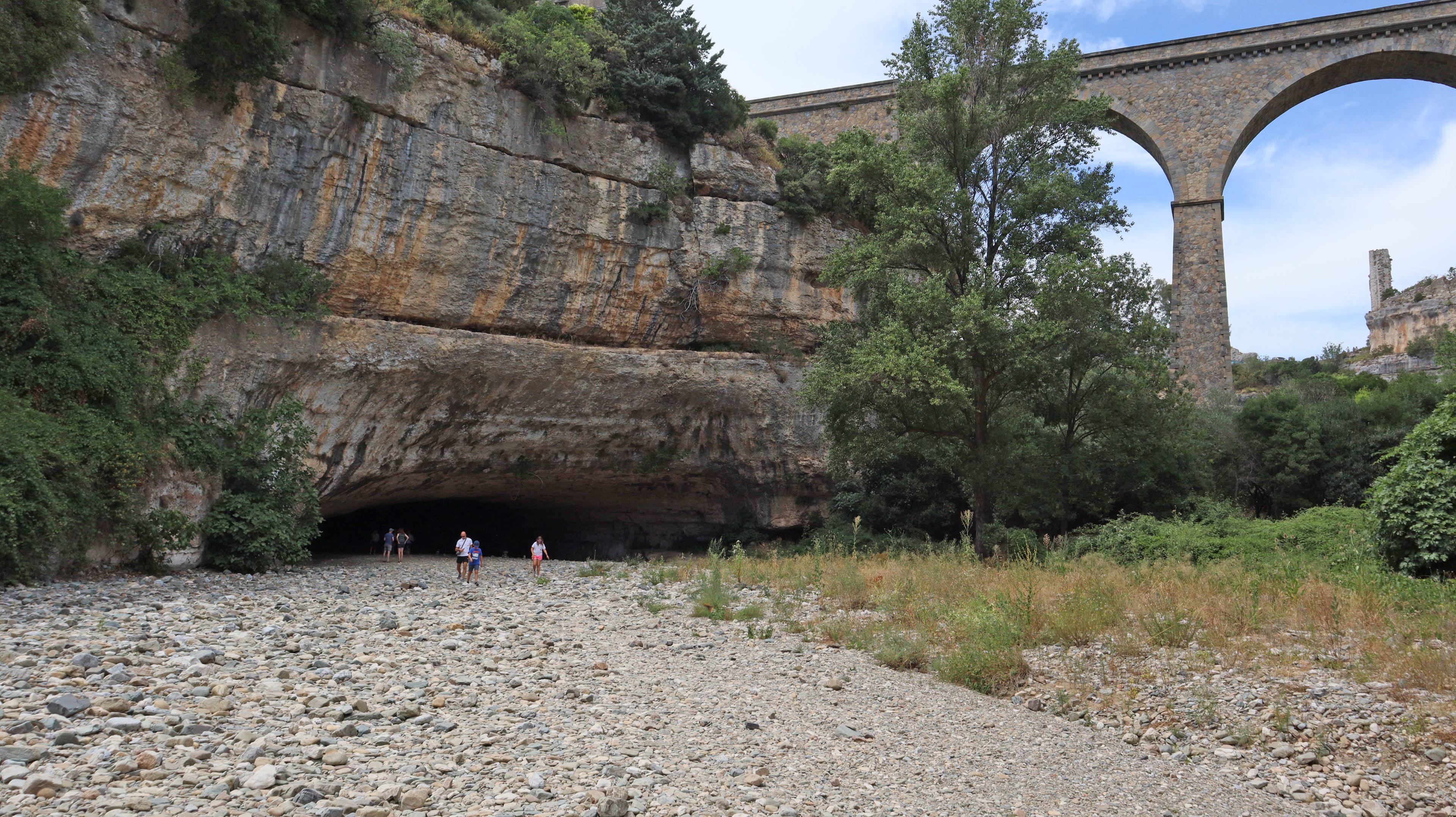
Pont naturel sur la Cesse.
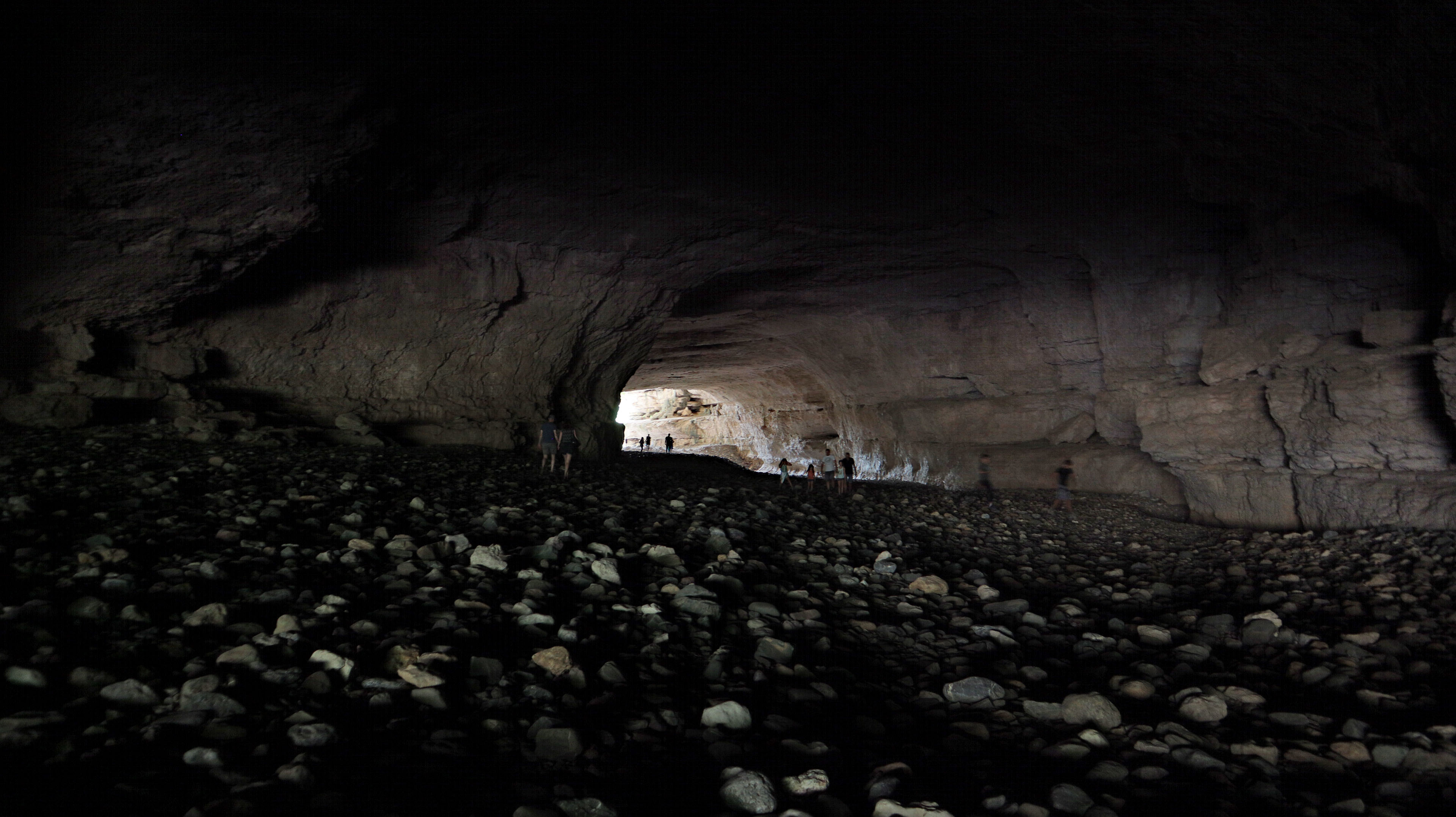
Dans le lit de la Cesse.

Parmi le patrimoine bâti du site, on peut noter :
- les remparts (restauration en cours en 2016[70]) ;
- l'église Saint-Étienne des XIe et XIIe siècles et son autel. L'édifice a été classé au titre des monuments historiques en 1993[71] ;
- la porte dite « des Templiers », rue des Martyrs ;
- la barbacane ;
- le château de Minerve ;
- la candela (mur du château, XIIIe siècle) à la proue du village ;
- la porte basse (fin XIIIe) et la tour de la prison ;
- la léproserie ;
- le pont-viaduc du début du XXe siècle.

On y trouve également une réplique de la catapulte dite la Malvoisine, ainsi que la sculpture d'une Colombe (par Jean-Luc Séverac, artiste originaire de  Capestang), monument commémoratif des victimes cathares (1210).

### Personnalités liées à la commune
- Guilhem de Minerve (fin XIIe-début XIIIe siècle), seigneur local qui négociera les conditions de la reddition de sa cité lors du siège de Minerve par Simon de Montfort.
- Léon Cordes (1913-1987), conteur, écrivain et poète occitan. Il a publié en 1974 Le petit livre de Minerve (Lo pichot libre de Menerba) avec des illustrations de Jean-Luc Séverac et une préface de René Nelli.

### Héraldique
| Blason de Minerve | Blason  | De gueules à une tour donjonnée de trois pièces d'argent sur un rocher d'azur. |
| Blason de Minerve | Détails | Le statut officiel du blason reste à déterminer.                               |